# Holiday Inn Hotel Hamburg
Koordinaten: 53° 32′ 5,7″ N, 10° 1′ 48,7″ O

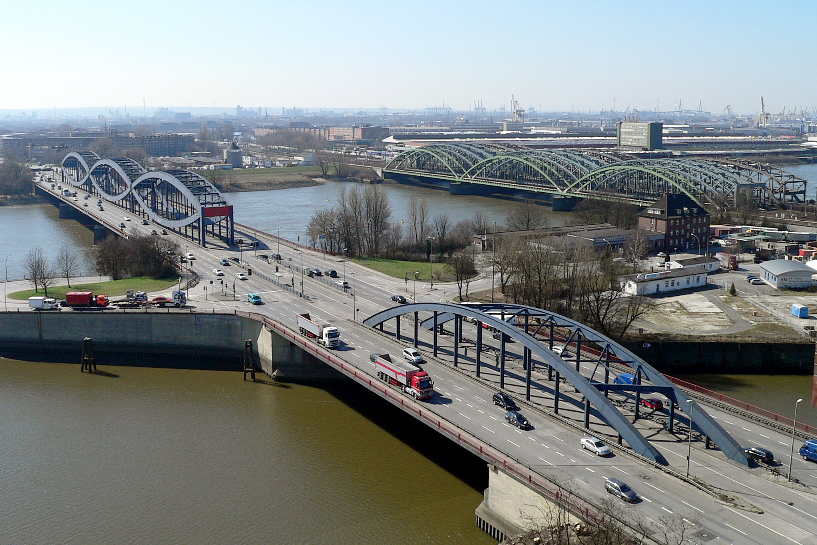
Ausblick aus der obersten Etage Richtung Südwesten über die Elbbrücken und die Hafenanlagen

Das ehemalige Holiday Inn Hotel an den Hamburger Elbbrücken ist das zweitgrößte Hotel Hamburgs (Stand: 2002). Es wird aktuell als Hotel International Hamburg von der HHI Hamburg Betriebs GmbH betrieben.

## Geschichte
Das Gebäude wurde 1995 erbaut. Zunächst hieß es Forum Hotel und gehörte der InterContinental-Kette, deren damaliger britischer Mutterkonzern Bass-Leisure-Gruppe weltweit 2.900 Häuser betrieb. 2002 übernahm Holiday Inn das Hotel und gestaltete es innerhalb von nur zwei Monaten um. Seit Februar 2024 wird es als Hotel International Hamburg fortgeführt.

## Standort und Größe
Das Hotel befindet sich im Stadtteil Rothenburgsort. Es liegt unmittelbar an den Norder-Elbbrücken, die in die Bundesautobahn 255 übergehen, welche ihrerseits auf die Bundesautobahn 1 führt.
Das Hotel ist mit vier Sternen ausgezeichnet und verfügt über 248 großzügige Zimmer und Suiten (früher über 385 Zimmer) und über 19 klimatisierte Veranstaltungsräume. Die Zimmer mit Hafencity Blick bieten einen großartigen Ausblick auf modernste Architektur.
Die Zimmer unterteilen sich in vier Ausstattungsgruppen: von den Standard-Zimmern mit 22 m², über die Standard Plus-Zimmer in der 3. bis 11. Etage und die umfangreich ausgestatteten Executive-Zimmer in der 12. bis 16. Etage bis hin zu den 54 m² bis 77 m² großen Suites, die in der 16. bis 18. Etage liegen.
Das Gebäude überragt mit seinen 75 Metern die Gebäude der Umgebung und gilt als Wahrzeichen für dieses Stadtgebiet. Auf dem Dach des Hotels lag der höchste Golfplatz Hamburgs. Seit 1999 wurden bei einem jährlich ausgetragenen Turnier von dort aus abgeschlagen. Die Löcher liegen im benachbarten Elbpark Entenwerder. Architektonisch stellt das Hotel wegen seines eigenen früheren Bootsanlegers und des unmittelbar benachbarten Parks eine Besonderheit dar.